# 石橋 (小田原市)
石橋（いしばし）は、神奈川県小田原市の地名。郵便番号は250-0022。2020年10月1日現在の面積は1.183721km2。

## 地理
小田原市南部に位置し、北は早川、南は米神に接する。東は相模湾に面し、海沿いは岩石海岸になっている。当地は箱根外輪山の一部であり、山が海岸近くまで迫っている。山の斜面はミカン畑が多く、温州ミカンの栽培が盛んである。中央部を玉川が流れ、その両岸に集落が形成されている。海岸沿いには第一種漁港である石橋漁港がある。

## 歴史
石橋の地名は鎌倉時代から見られ、皇国地誌によると玉川に架かる橋に由来すると言う。1180年（治承4年）に源頼朝と大庭景親とで争われた石橋山の戦いで知られ、佐奈田霊社内の与一塚や文三堂が史跡として残る。江戸時代には小田原藩領の石橋村となる。村高は元禄郷帳によると34石、天保郷帳および旧高旧領取調帳によると70石であった。1873年（明治6年）に石橋学校開校、1885年（明治18年）に早川小学校の分校となり、そののち小田原市立片浦小学校の分教場となったが、1952年（昭和27年）に廃止された。
1889年（明治22年）には、足柄下郡石橋村発足。早川村・米神村・根府川村・江ノ浦村と町村組合を結成し、組合役場を早川村に設置した。1896年（明治29年）、豆相人車鉄道開通。1907年（明治40年）には軽便鉄道の熱海鉄道となる。1913年（大正2年）4月1日、石橋村は米神村・根府川村・江ノ浦村と合併し、発足した片浦村の大字となる。1922年（大正11年）、鉄道省の熱海線（現 東海道本線）開通。1954年（昭和29年）12月1日には片浦村と小田原市が合併し、石橋は小田原市の大字となった。

## 世帯数と人口
2023年（令和5年）9月1日現在（小田原市発表）の世帯数と人口は以下の通りである。
| 大字 | 世帯数 | 人口  |
| ---- | ------ | ----- |
| 石橋 | 74世帯 | 172人 |

### 人口の変遷
国勢調査による人口の推移。
| 年                 | 人口 |
| ------------------ | ---- |
| 1995年（平成7年）  | 339  |
| 2000年（平成12年） | 304  |
| 2005年（平成17年） | 282  |
| 2010年（平成22年） | 236  |
| 2015年（平成27年） | 224  |
| 2020年（令和2年）  | 191  |

### 世帯数の変遷
国勢調査による世帯数の推移。
| 年                 | 世帯数 |
| ------------------ | ------ |
| 1995年（平成7年）  | 82     |
| 2000年（平成12年） | 83     |
| 2005年（平成17年） | 89     |
| 2010年（平成22年） | 84     |
| 2015年（平成27年） | 82     |
| 2020年（令和2年）  | 74     |

## 学区
市立小・中学校に通う場合、学区は以下の通りとなる（2023年7月時点）。
| 番地 | 小学校               | 中学校               |
| ---- | -------------------- | -------------------- |
| 全域 | 小田原市立片浦小学校 | 小田原市立城山中学校 |

## 事業所
2021年（令和3年）現在の経済センサス調査による事業所数と従業員数は以下の通りである。
| 大字 | 事業所数 | 従業員数 |
| ---- | -------- | -------- |
| 石橋 | 10事業所 | 36人     |

### 事業者数の変遷
経済センサスによる事業所数の推移。
| 年                 | 事業者数 |
| ------------------ | -------- |
| 2016年（平成28年） | 6        |
| 2021年（令和3年）  | 10       |

### 従業員数の変遷
経済センサスによる従業員数の推移。
| 年                 | 従業員数 |
| ------------------ | -------- |
| 2016年（平成28年） | 15       |
| 2021年（令和3年）  | 36       |

## 交通
海岸沿いに国道135号が通り、箱根登山バスにより小田原駅と石名坂（真鶴町）・湯河原駅を結ぶ路線バスが平日に運行されている。国道と西湘バイパス（小田原ブルーウェイブリッジ）が合流する石橋インターチェンジは、当地域よりやや北の小田原市早川に所在する。この付近は東京・横浜方面と熱海・伊豆方面を結ぶ主要道路であるが、休日を中心に慢性的に渋滞が起きる。国道のう回路として、内陸部に小田原湯河原広域農道の整備が進められている。国道の西側をJR東海道本線、さらにその西側を東海道新幹線が通るが、町内に駅は設けられていない。

## その他

### 日本郵便
- 郵便番号 : 250-0022[3]（集配局 : 小田原郵便局[18]）。